# Tchienwanská jaderná elektrárna
Tchienwanská jaderná elektrárna (čínsky v českém přepisu Tchien-wan che-tien-čan, pchin-jinem Tiánwān Hédiànzhàn, znaky zjednodušené 田湾核电站, tradiční 田灣核電站) je provozní jadernou elektrárnou v Číně. Nachází se poblíž města Lien-jün-kang v provincii Ťiang-su. Elektrárna disponuje osmi jadernými reaktory; čtyřmi VVER-1000, dvěma ACPR-1000 a dvěma VVER-1200. Celkový výkon elektrárny činí 6608 MW a po dokončení bude dosahovat hrubého výkonu 9138 MW, což z ní udělá nejvýkonnější jadernou elektrárnu na světě.

## Historie a technické informace

### Počátky
Rozhodnutí postavit jadernou elektrárnu v lokalitě Lien-jün-kang bylo potvrzeno mezinárodní dohodou mezi Ruskem (Atomstrojexport) a Čínou v roce 1992. Ruská společnost byla pověřena plněním závazků při projektování, dodávkách zařízení a materiálu, instalaci a zprovoznění elektrárny, včetně školení čínského personálu. Původně měly být všechny bloky vybaveny reaktory VVER-1000/428, ale kvůli zdržení byla třetí fáze nahrazena čínskými reaktory a poslední dva za VVER-1200.

### První fáze
Celkem tato elektrárna zahrnuje šest reaktorů a další dva jsou ve výstavbě, elektrárna se tedy rozděluje na čtyři části. Výstavba prvního bloku byla zahájena 20. října 1999 a druhého 20. září 2000. První dva tlakovodní reaktory typu VVER-1000/428 o hrubém výkonu 1060 MW a čistém výkonu 1000 MW postavila ruská společnost Atomstrojexport, spadající pod Rosatom. První reaktor dosáhl kritického stavu dne 20. prosince roku 2005, 12. května 2006 byl první blok úspěšně synchronizován s čínskou elektrickou sítí a do komerčního provozu přešel 17. května 2007. Druhý blok byl připojen do sítě 14. května 2007 a do komerčního provozu přešel 16. srpna 2007.

### Druhá fáze
Pro stavbu dalších dvou reaktorů byl zvolen opět Atomstrojexport, tentokrát s dvěma tlakovodními reaktory VVER-1000/428M, které v základu oproti typu 428 disponují několika dalšími bezpečnostními systémy navíc s čistým výkonem 1060 MW a hrubým výkonem 1126 MW. Výstavba třetího reaktoru byla zahájena 27. prosince 2012 a čtvrtého 27. září 2013. Připojení k síti proběhlo 30. prosince 2017 a 27. října 2018 a komerční provoz byl zahájen 14. února 2018 a 22. prosince 2018. Náklady na výstavbu první fáze elektrárny činily 3 miliardy dolarů (1,8 miliardy eur), přičemž s výstavbou druhé fáze činily pouze 1,228 miliardy eur. Snížení nákladů bylo dosaženo mimo jiné zvýšením lokalizace výroby z 50 na 70 %.

### Třetí fáze
Výstavba pátého bloku čínského tlakvoodního třísmyčkového typu ACPR-1000 byla zahájena 27. prosince 2015 a šestého bloku identického typu 7. září 2016. Hrubý výkon obou bloků je 1118 MW a čistý výkon, který je odesílán do sítě činí 1060 MW. Připojení pátého bloku do sítě proběhlo 8. srpna 2020 a komerční provoz byl zahájen 8. září 2020. Šestý blok následoval připojením do sítě 11. května 2021 a uvedením do provozu 2. června 2021.

### Čtvrtá fáze
6. listopadu 2018 podepsali Atomstrojexport a China National Nuclear Corporation smlouvy na výstavbu bloků 7 a 8. V obou budou instalovány ruské tlakovodní typu VVER-1200, každý s výkonem zhruba 1200 MW. Jedná se moderní ruské reaktory, které splňují mezinárodní normy pro bezpečnost jaderné energetiky. Výstavba sedmého bloku byla zahájena 19. května 2021 a osmého bloku 28. února 2022. V dubnu 2023 byla z Volgodonsku do elektrárny dopravena tlaková nádoba reaktoru pro 7. rozestavený blok.

## Informace o reaktorech
| Reaktor      | Typ reaktoru   | Výkon   | Výkon   | Zahájení výstavby | Připojení k síti | Uvedení do provozu | Uzavření |
| Reaktor      | Typ reaktoru   | Čistý   | Hrubý   | Zahájení výstavby | Připojení k síti | Uvedení do provozu | Uzavření |
| ------------ | -------------- | ------- | ------- | ----------------- | ---------------- | ------------------ | -------- |
| Tchien-wan-1 | VVER-1000/428  | 1000 MW | 1060 MW | 20. 10. 1999      | 12. 5. 2006      | 17. 5. 2007        |          |
| Tchien-wan-2 | VVER-1000/428  | 1000 MW | 1060 MW | 20. 9. 2000       | 14. 5. 2007      | 16. 8. 2007        |          |
| Tchien-wan-3 | VVER-1000/428M | 1060 MW | 1126 MW | 27. 12. 2012      | 30. 12. 2017     | 14. 2. 2018        |          |
| Tchien-wan-4 | VVER-1000/428M | 1060 MW | 1126 MW | 27. 9. 2013       | 27. 10. 2018     | 22. 12. 2018       |          |
| Tchien-wan-5 | ACPR-1000      | 1060 MW | 1118 MW | 27. 12. 2015      | 8. 8. 2020       | 8. 9. 2020         |          |
| Tchien-wan-6 | ACPR-1000      | 1060 MW | 1118 MW | 7. 9. 2016        | 11. 5. 2021      | 2. 6. 2021         |          |
| Tchien-wan-7 | VVER-1200/491  | 1171 MW | 1265 MW | 19. 5. 2021       |                  | 2028               |          |
| Tchien-wan-8 | VVER-1200/491  | 1171 MW | 1265 MW | 28. 2. 2022       |                  | 2028               |          |